# Punt de llibre

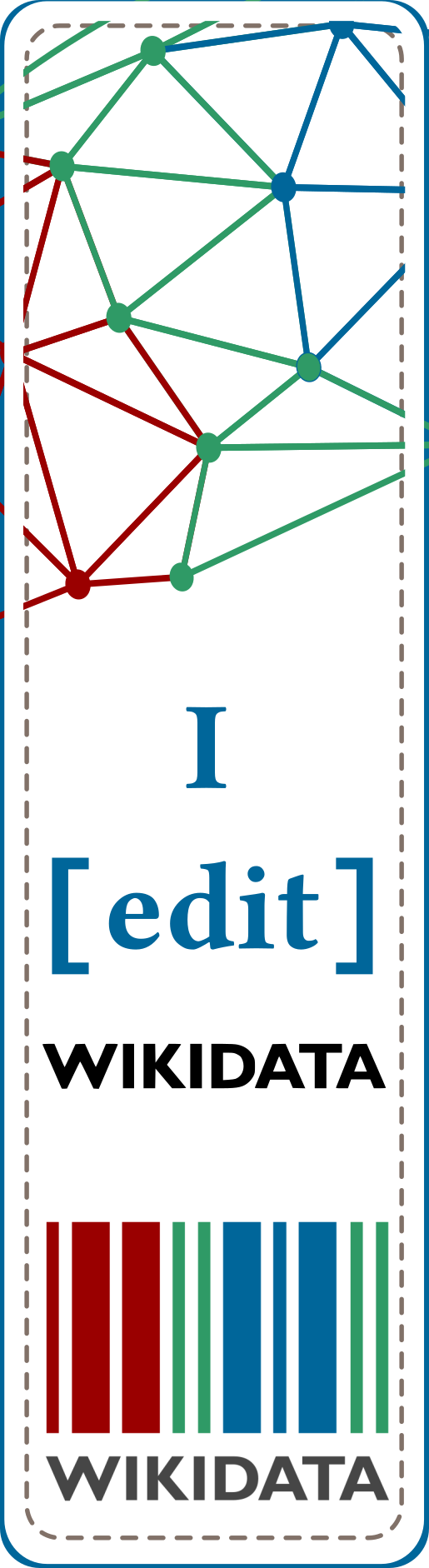
Un punt de llibre de Wikidata

Un punt de llibre o simplement punt és un paper llis o cartolina que s'utilitza per marcar la pàgina per reprendre la lectura. És habitual que als punts se'ls afegeixi un dibuix o un missatge creatiu relacionat amb la lectura, l'escriptura o l'art.
Si bé existeixen punts de llibre des de fa segles, no va ser fins a l'edat mitjana que van aparèixer els punts tal com els coneixem avui en dia, que anaven estretament lligats als primers llibres impresos.
Es conserven mostres de punts de llibre de vitel·la procedents del segle xv, de quan es realitzaven les còpies dels llibres a mà gràcies a la feina que es desenvolupava dins els monestirs. D'aquella mateixa època també podem trobar altres tipus de punts com ara fils o pinces, malgrat que el seu ús no està documentat fins al 1584: Christopher Barker —impressor de la reina Isabel I— va regalar a la seva reina una bíblia que incloïa un punt de seda amb acabaments daurats.
A partir d'aquí el seu ús es va anar generalitzant i al llarg dels segles xviii i xix ja es van convertir en un element d'ús freqüent. Destaca la col·lecció de Steve Thomas, un teixidor de seda anglès que va dur a terme més de 900 punts diferents on es representaven diferents actes i esdeveniments. Aquests punts, també coneguts pel nom de Stevengraphs, avui en dia encara circulen, però costen molt de trobar i són un veritable tresor per als col·leccionistes, que a Catalunya es compten per desenes. De fet, a Catalunya hi ha grans col·leccionistes que tenen bona part d'aquesta col·lecció.
L'aparició de la cromolitografia l'any 1870 va permetre que es poguessin fer els primers punts de llibre de paper i, poc després, amb qualsevol altre material, cosa que va permetre abaratir-ne els costos i convertir-se no només en un separador de pàgines de llibre sinó en objectes publicitaris o de decoració. Avui en dia podem trobar-ne de molts tipus i amb objectius molt diversos, malgrat que predomina la producció editorial per anunciar les novetats bibliogràfiques o els que es realitzen cada any per Sant Jordi des de qualsevol entitat.
El 2010, els col·leccionistes saltencs Montserrat Casaponsa i Domènec Martinez van organitzar una col·lecció amb el Gabinet de Col·leccionisme Arnaldo Biete d'uns 480 punts de llibre en què explicaven la història del llibre.